# Nellie McClung
Nellie McClung   (Chatsworth, 20 d'octubre de 1873 - Victoria, 1 de setembre de 1951) Nellie Letitia McClung, de soltera Helen Letitia Mooney fou una política, escriptora, feminista i activista social canadenca. Actuà en moviments de reforma i social a la costa oest del Canadà, a la primeria del segle xx. El 1927, McClung i altres quatre dones, Henrietta Muir Edwards, Emily Murphy, Louise McKinney i Irene Parlby, conegudes popularment com les "Cinc Famoses" (també "Les cinc valentes"), dugueren als tribunals el que es conegué com el "Cas Persones". Durant el litigi, van defensar que les dones podien ser "persones qualificades" i, per tant, elegibles per a ocupar un escó al Senat. La Cort Suprema del Canadà dictaminà que la llei en vigor no les reconeixia com a tals. McClung i les seues companyes, però, van guanyar el cas en presentar una apel·lació davant el Comité Judicial del Consell Privat, el darrer recurs en aquells dies a l'estat.

## Biografia

### Primers anys i carrera política
Nellie McClung Mooney nasqué al poble de Chatsworth, província d'Ontario, el 1873; era la filla més jove de John Mooney, un granger metodista irlandés, i de Letitia McCurdy, oriünda d'Escòcia. La granja de son pare va sofrir els estralls de la crisi i la família s'hagué de traslladar a Manitoba al 1880. McClug només rebé sis anys d'educació formal i no va aprendre a llegir fins als 10 anys. Després se n'anà amb la seua família a una finca als voltants del riu Souris, a la província de Manitoba.

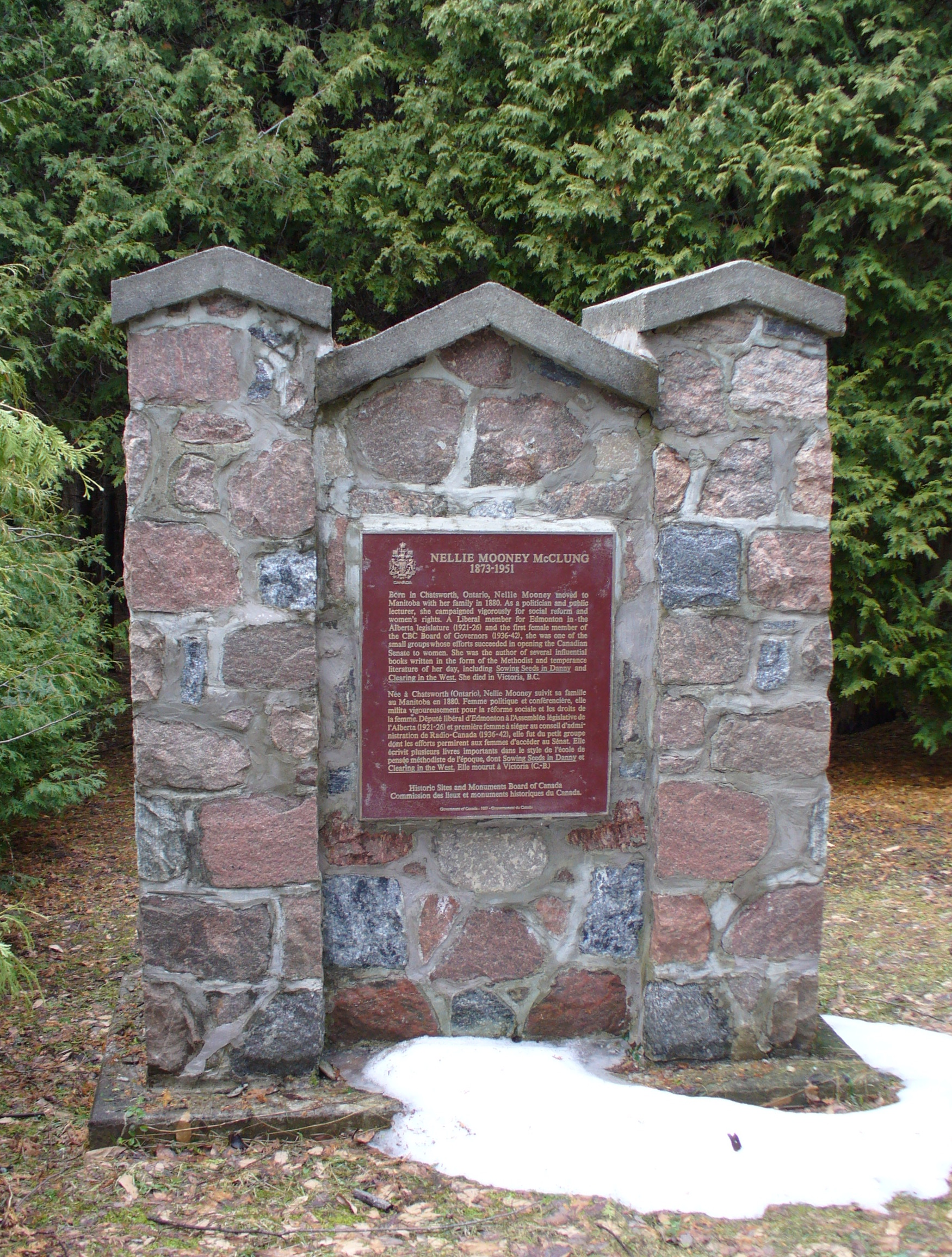
Placa commemorativa de Nellie McClung, situada al sud de Chatsworth, Ontario

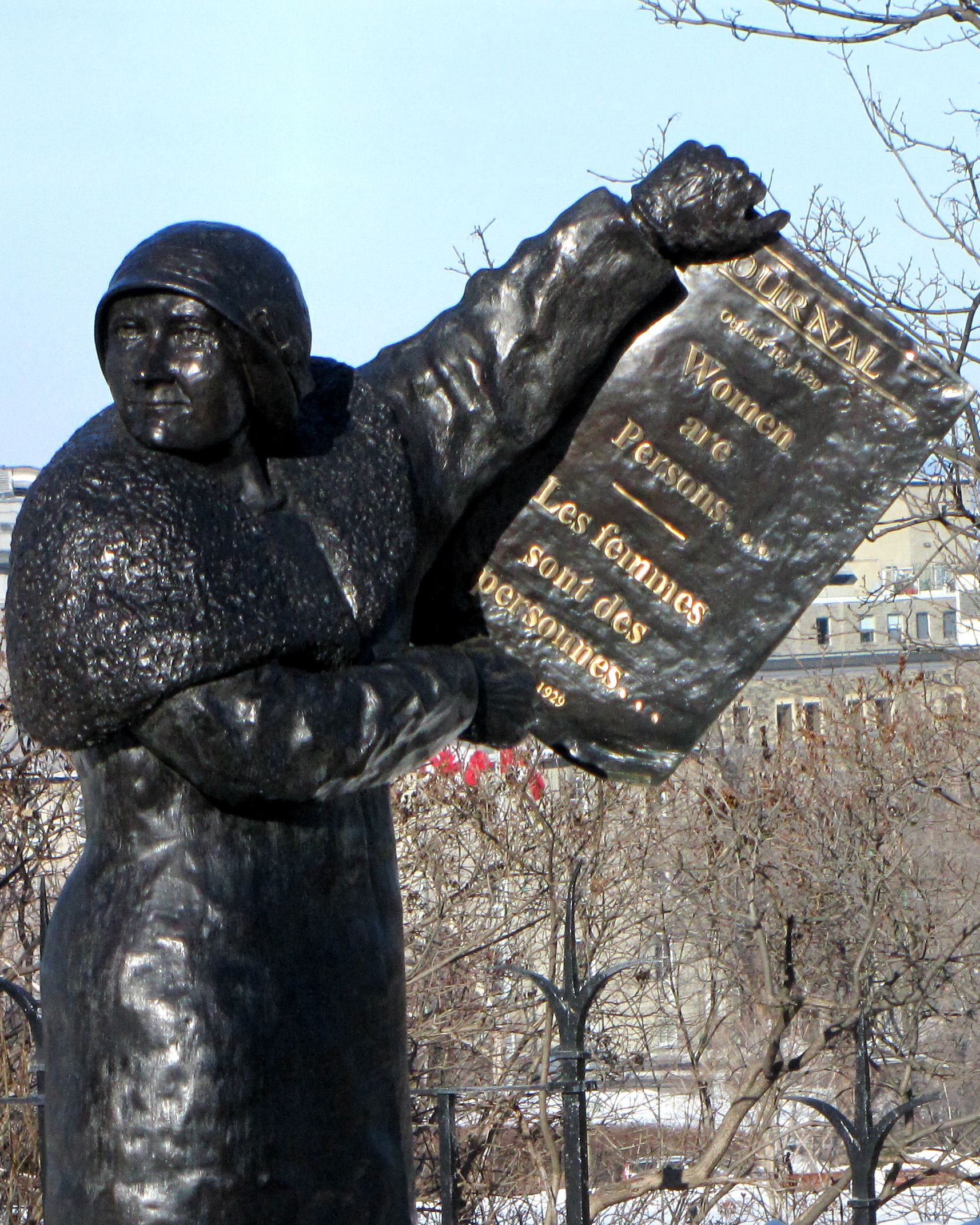
Estàtua de les "Cinc famoses", edifici del parlament a Ottawa

Entre 1904 i 1915, Nellie McClung, el seu marit Wesley i els seus cinc fills van viure a Winnipeg, Manitoba. Entre 1911 i 1915, Nellie McClung feu campanya a favor del sufragi femení. En les eleccions provincials de Manitoba del 1914 i 1915, recolzà al Partit Liberal, l'únic que defensava el dret a vot de les dones. Tingué un paper important en la campanya dels liberals del 1914, amb la seua oratòria i el seu sentit de l'humor. Nellie McClung va parodiar al llavors governador de Manitoba, Rodmond Roblin, en un parlament fictici de dones a Winnipeg, organitzat pel Club de Premsa de les Dones del Canadà al 1914. La seua representació palesà el contrasentit d'aquells que s'oposaven a donar-li vot a les dones. McClung i els seus col·legues celebraren la derrota del govern de Roblin a l'agost del 1915, però es traslladà a Edmonton, Alberta, poc abans que Manitoba es convertís en la primera província canadenca en què s'aprovà el sufragi femení el 28 de gener del 1916. A Edmonton, va continuar la seua carrera com a oradora, autora i reformadora. El 1921 fou diputada pel Partit Liberal davant l'Assemblea Legislativa d'Alberta. El 1923 es traslladà a Calgary, Alberta, i s'hi dedicà a escriure.

### Residència
La casa de McClung a Calgary, Alberta, on va viure des de 1923 fins a mitjan anys 1930, encara es conserva i se la considera patrimoni històric. Altres dues cases on va viure McClung s'han traslladat al Museu Archibald, prop de la Rivière, Manitoba, al municipi rural de Pembina, on s'han restaurat. La residència de la família a Winnipeg també és un lloc històric.

### Activisme
Les seues grans causes foren el sufragi femení i el moviment per la Temprança. Va entendre que la Primera Guerra Mundial havia estat determinant en la redefinició de les dones i el seu dret a votar, a causa sobretot de l'escassetat de mà d'obra masculina, i es desmitificà així la imatge de la dona fràgil i domèstica. Va ser en gran manera gràcies als seus esforços que Manitoba esdevingué al 1916 la primera província canadenca que garantí el vot femení i el dret aparellat a presentar-se a càrrecs públics. Després de traslladar-se a Edmonton, va continuar lluitant a favor del vot per a les dones. Aconseguí que els xiquets en edat escolar tinguessen assegurança mèdica i dental, i que les dones poguessen heretar propietats i tinguessen prestacions per baixa de maternitat, a més d'altres reformes. McClung era seguidora de la filosofia social coneguda com a eugenèsia i va fer campanya a favor de la esterilització d'aquells als quals considerava "ingenus".
McClung militava en diverses organitzacions. Fou la fundadora de la Lliga per la Igualtat Política de Winnipeg i dels Instituts Federats de Dones del Canadà —"el moviment educatiu més gran del Canadà"— i de l'Institut de Dones d'Edmonton, del qual fou la primera presidenta. També era activa en l'Associació d'Autors del Canadà, en el Club de Premsa de Dones del Canadà, en l'Església Metodista del Canadà, i en el Club Literari de Dones de Calgary, entre d'altres.
Publica la primera novel·la, Sowing Seeds in Danny, al 1908. Després, relats breus i articles en diverses revistes canadenques i estatunidenques. Representà el Partit Liberal en l'Assemblea Legislativa d'Alberta des del 1921 fins al 1926. Com a membre de l'oposició, l'oportunitat per a promoure el sufragi femení fou molt limitada, doncs les dones no hi eren tingudes en compte.
Fou una de "Les cinc famoses" (també conegudes com les Cinc valentes), amb Irene Parlby, Henrietta Muir Edwards, Emily Murphy i Louise McKinney. Presentaren una demanda, el 1927, per a aclarir el significat del mot "persones" en la secció 24 de la Constitució del 1867. Aquesta secció havia servit per a excloure les dones de qualsevol càrrec públic. La demanda va tenir èxit, i facilità la participació de les dones en la vida política canadenca.

## Llegat
El 1954 el govern del Canadà nomenà Nellie McClung "persona de rellevància històrica nacional". Una placa commemorativa en memòria seua és a la carretera 6, 1 km al sud de la carretera 40, a Chatsworth, Ontario. A més, el famós "Cas Persones" es reconegué com a esdeveniment de rellevància històrica nacional el 1997.
A l'octubre del 2009, el Senat votà a favor de nomenar Nellie McClung i les altres "Cinc famoses" senadores honoràries.

### Ficció
- [Nellie McClung a Google Books Sowing Seeds in Danny].  Toronto: William Briggs, 1908.
- [Nellie McClung a Google Books The Second Chance].  Nueva York: Doubleday, Page & Co, 1910.
- [Nellie McClung a Google Books The Black Creek Stopping House: And Other Stories].  Toronto: William Briggs, 1912.
- [Nellie McClung a Google Books Purple Springs].  Boston y Nueva York: Houghton Mifflin, 1922.
- When Christmas Crossed The Peace.  Toronto: Thomas Allen, 1923.
- Painted Fires.  Toronto: Thomas Allen, 1925. -  [Nellie McClung a Google Books Painted Fires] (en anglès). reimpresa.  Waterloo, Ontario: Wilfred Laurier University Press, 2014 (Early Canadian Literature series).
- [Nellie McClung a Google Books All We Like Sheep].  Toronto: Thomas Allen, 1926.
- Be Good to Yourself: A Book of Short Stories (en anglès).  Toronto: Thomas Allen, 1930.
- Flowers for the Living (en anglès).  Toronto: Thomas Allen, 1931.

### No-ficció
- In Times Like These (en anglès).  Toronto: McLeod & Allen, 1915.
- The Next of Kin.  Houghton Mifflin, 1917. - The Next of Kin a Google Books
- [Nellie McClung a Google Books Three Times and Out: A Canadian Boy's Experience in Germany].  Boston y Nueva York: Houghton Mifflin, 1918.
- Clearing in the West: My Own Story.  Toronto: Thomas Allen, 1935.
- Leaves from Lantern Lane (en anglès).  Toronto: Thomas Allen, 1936.
- More Leaves from Lantern Lane (en anglès).  Toronto: Thomas Allen, 1937.
- Before They Call ... (en anglès).  Board of Home Missions, United Church of Canada, 1937.
- The Stream Runs Fast (en anglès).  Toronto: Thomas Allen, 1945.